# Biserica Sfinții Voievozi Mihail și Gavril din Târgoviște
Biserica Sfinții Voievozi Mihail și Gavril din Târgoviște este un monument istoric aflat pe teritoriul municipiului Târgoviște. În Repertoriul Arheologic Național, monumentul apare cu codul 65351.30.01, 65351.30.02.
Anterioară primei atestări documentare din anul 1615, biserica a fost ridicată pe locul unui lăcaș mai vechi. De plan trilobat, cu o turlă zveltă pe naos și un pridvor pe stâlpi, prezintă particularități arhitecturale care o individualizează între bisericile de la sfârșitul. sec. XVI si începutul sec. XVII. Grav avariată de seismele din anii 1977, 1986 și 1990. În prezent Biserica Sfinții Voievozi Mihail și Gavril este consolidată și restaurată, fiind într-o stare bună de conservare. 
Nu există informații cu privire la anul construirii lăcașului sau la ctitori, dar cel  mai probabil este datată în perioada domniei lui Petru Cercel. Pisania târzie, pictată la 1849 deasupra ușii arată că „răposații ctitori nu să știe cine sunt”, la fel cum necunoscut e și ” „leatu zidirii”. Biserică de lemn în a doua jumătate a sec. XIV, biserică de zid la începutul sec. XV, reconstruită la sfârșitul sec. XVI, menționată în 1615, renovată în 1823, reparată și adăugându-i-se turla în 1849, iar mai apoi din nou renovată în anul 1910 de Comisiunea Monumentelor Istorice. Pictura cea mai veche este datată pe 3 iulie 1820, fiind realizată de Nicolae și Bănică, iar cea mai recentă, din anul 1849, a fost realizată de Avram, Sache și Pârvu.